# 岭南公园
岭南公园是中華人民共和國上海市靜安區彭浦新村的一個配套公園，面積3.83萬平方米。此處原來是農田，1984年當局打算在此建立公園。1989年3月9日，中共上海市委書記江澤民來此植樹，並為即將建成的公園題寫園名。同年10月1日嶺南公園建成開放。